# Professeur des écoles
Pour les autres articles nationaux ou selon les autres juridictions, voir Instituteur.
Pour un sens plus large et d’autres emplois du mot, voir Professeur.
En France, les professeurs des écoles constituent un corps de catégorie A de la fonction publique française regroupant des enseignants ayant pour mission première de travailler avec les élèves scolarisés à l'école primaire publique et privée sous contrat. Ces professeurs travaillent donc avec des enfants généralement âgés de 2 à 11 ans, aussi bien à l'école maternelle qu'à l'école élémentaire. L'accès au métier se fait par un concours, suivi d'une période d'essai d'un ou deux ans encadrée par un maître-formateur sous contrôle d'un inspecteur à l'issue de laquelle le professeur des écoles stagiaires est soit certifié en tant que professeur des écoles de classe normale, soit licencié. Les candidats au concours doivent être titulaires au minimum d'un diplôme de niveau master (Bac+5).
Le métier de professeur des écoles en France se caractérise par un volume horaire annuel d'enseignement nettement supérieur à la moyenne des pays de l'OCDE  et un nombre moyen d'élèves à encadrer plus important pour une rémunération nettement plus faible.
Ce corps est créé par la loi d'orientation sur l'éducation no 89-486 du 10 juillet 1989, avec la création des instituts universitaires de formation des maîtres (IUFM) dès le 1er septembre 1990 en remplacement des écoles normales qui formaient les instituteurs depuis le XIXe siècle. Ces derniers ont eu, s'ils le souhaitaient, la possibilité de devenir professeurs des écoles par le biais d'un concours interne ou de promotions spécifiques puis par l'ancienneté. Les IUFM ont par la suite laissé la place aux écoles supérieures du professorat et de l'éducation (ESPÉ) par les réformes du ministre de l’Éducation Vincent Peillon, elles-mêmes renommées en Instituts nationaux supérieurs du professorat et de l'éducation (Inspé) en 2019.
Les professeurs des écoles peuvent également enseigner :
- auprès d'enfants parfois plus âgés (12 à 14 ans), en difficulté, au sein de SEGPA (sections d'enseignement général et professionnel adapté), sections spécifiques dans certains collèges) ou EREA (établissements régionaux de l'enseignement adapté) similaires aux SEGPA mais comportant notamment un internat ;
- au sein du RASED, réseau d'aides spécialisées aux enfants en difficulté ;
- en UPE2A, Unité Pédagogique d'Enseignement aux Allophones Arrivants (enfants de 6 à 11 ans);
- en ULIS-école, Unité locale d'inclusion scolaire (enfants de 6 à 11 ans)
- en ULIS-collège, Unité locale d'inclusion scolaire (enfants de 11 à 15 ans)
- en ULIS-lycée, Unité locale d'inclusion scolaire (enfants et jeunes de 15 à 18 ans)
- en IME, Institut médico-éducatif (enfants et jeunes de 6 à 18 ans) ;
- en IMPRO, Institut médico-éducatif professionnalisant (enfants et jeunes jusqu'à 20 ans) ;
- en DITEP, Institut thérapeutique éducatif et pédagogique (enfants de 7 à 16 ans) ;
- en centre de plein air, accueillant sur un temps limité des élèves en situation de rupture avec le système éducatif ;
- en hôpital de jour ;
- en MECS, maison d'enfant à caractère social, (enfants de 12 à 16 ans) ;
- en tant qu'enseignant titulaire remplaçant ;
- en tant que directrice ou directeur d'école.

## Obligations et responsabilités
Les obligations auxquelles sont tenus les professeurs des écoles sont sensiblement les mêmes que celles de l'ensemble des fonctionnaires, notamment avoir un casier judiciaire vierge, auxquelles s'ajoutent les obligations d'enseignement fixées notamment par la loi d'orientation et dans les programmes scolaires. À noter que les notions de « bonne moralité » et de « bonnes mœurs » sont supprimées du statut général des fonctionnaires en 1983 par le gouvernement de Pierre Mauroy sous la présidence Mitterrand.
Les responsabilités sont très importantes : pendant le temps scolaire, de l'arrivée de l'enfant à l'école jusqu'à son départ, ces enseignants en sont personnellement et pénalement responsables.
L'enseignement pratiqué par le professeur des écoles est polyvalent ; en effet, il enseigne le français, les mathématiques, l'histoire et la géographie, mais également les sciences expérimentales, la langue vivante, la musique, les arts plastiques, les activités manuelles et l'éducation sportive. Le professeur est donc amené à organiser et à conduire avec ses élèves toutes ces disciplines, en utilisant diverses activités et supports.
Le directeur d'école, qui est généralement un enseignant parmi ceux de l'école où il exerce, n'est pas le supérieur hiérarchique de ses collègues même si la loi du 21 décembre 2021 (loi Rilhac) crée une fonction de directeur ou directrice d'école avec « une autorité fonctionnelle dans le cadre des missions qui lui sont confiées ». Il est en plus de ses éventuelles responsabilités de professeur des écoles, responsable de l'organisation et du fonctionnement de l'école (planifier les concertations, lien spécifique avec les parents d'élèves, etc.) en particulier en ce qui concerne les relations avec les services municipaux. Dans certaines écoles, le directeur a des décharges de service, dont la durée dépend du nombre de classes de l'école.

## Concours d'accès et formation initiale

### Concours de recrutement entre 2010 et 2021
Pour devenir professeur des écoles dans l'enseignement public, il faut être lauréat du concours de recrutement de professeur des écoles (CRPE). Ce concours de la fonction publique est en réalité décliné en six concours, spécifiques pour certains candidats ou recrutements : le CRPE externe, le CRPE externe spécial (avec certaines épreuves concernant une langue régionale), le troisième CRPE, le second CRPE interne, le second CRPE interne spécial, et le premier CRPE interne. Chaque concours a ses propres modalités mais respectent chacun une étape d'« admissibilité » suivie d'une étape d'« admission ». L'inscription au concours exige une « attestation de savoir nager » (50 m) et une attestation de Prévention et secours civiques de niveau 1 (PSC1) ou certaines attestations équivalentes. Les lauréats sont affectés dans un des départements de l'académie dans laquelle ils ont été admis au concours pour effectuer ensuite une année de fonctionnaire stagiaire en tant qu'enseignant. Le nombre de postes ouverts au CRPE est publié peu avant ce concours chaque année, pour chaque académie.
Entre 1989 et 2010, les enseignants du primaire devaient avoir un niveau de formation initiale de licence, puis avaient une formation de deux ans en instituts universitaires de formation des maîtres (IUFM). Le concours de recrutement s'effectuait en fin de première année d'IUFM. Cependant, les IUFM sont supprimés en 2010.
Depuis 2010 (ou 2011), les professeurs des écoles doivent également posséder un master pour être titulaire de l’Éducation Nationale. Entre 2010 et 2013, le candidat reçu au concours de recrutement est affecté en poste à temps complet sans formation spécifique.
En 2013, sont créées les Écoles supérieures du professorat et de l'éducation (ESPÉ) et une nouvelle formation pour les professeurs des écoles. La plupart des candidats au concours suivent une formation master Métiers de l'enseignement, de l'éducation et de la formation (MEEF) Premier degré à l'ESPE parallèlement à leur préparation au concours. Les candidats admis au CRPE enseignent à mi-temps dans une classe. Ils sont affectés, tout en suivant le reste du temps une formation adaptée à leur parcours antérieur : ils valident éventuellement leur deuxième année de master ou un diplôme universitaire en suivant la formation de l'ESPE. Les ESPE sont devenues les Instituts nationaux supérieurs du professorat et de l'éducation (Inspé) en 2019.
Pour les personnes ayant une dérogation de diplômes (parent de trois enfants, sportif de haut niveau, admis au troisième concours), la formation se fera au sein d'un diplôme universitaire (DU) professionnalisant. Le découpage de l'année entre stage et formation est le même que pour le master 2.
Le concours externe et le second concours interne sont aussi organisés à Mayotte depuis 2017, avec cependant des conditions différentes des autres concours et stages pendant quelques années.
Les personnes en situation de handicap peuvent avoir un aménagement des épreuves du CRPE.

### Recrutement externe supplémentaire
Certaines années, les deux académies de Créteil et de Versailles organisent un concours de recrutement externe supplémentaire de professeurs des écoles pour l'enseignement public. En 2022, ce concours suit le déroulement et le contenu du CRPE, mais ses dates sont décalées par rapport à celui-ci.

### Évolutions des années 2021-2022

#### CRPE externe
En 2022, la formation initiale et le Concours externe de recrutement des professeurs changent. Le candidat au concours externe doit avoir un master 2 — il peut s'inscrire à ce concours s'il est en train d'effectuer un master 2 — et non plus seulement le master 1, quel que soit le master. S'il est lauréat du CRPE externe, pour devenir professeur des écoles stagiaires, le candidat doit également avoir validé sa deuxième année de master ; cette nouvelle organisation place donc le CRPE externe à un niveau bac + 5 au lieu de bac + 4 précédemment. Le CRPE externe est ainsi aligné sur le même niveau de formation après baccalauréat que le concours de l'agrégation pour les professeurs du secondaire.

#### Master MEEF premier degré
En ce qui concerne la formation initiale dédiée, le déroulement du master MEEF lui-même est modifié : auparavant, il intégrait la préparation au CRPE lors de la première année de master ; dorénavant, il la prend en compte en deuxième année de master. L'étudiant a aussi des périodes de stage — comme précédemment — et la possibilité d'être en alternance ; l'ensemble des expériences en milieu professionnel doit représenter dix-huit semaines sur les deux années du master. Le recrutement des étudiants alternants de master MEEF en école est fait par le rectorat de l'académie ; ils effectuent leur travail professionnel en responsabilité devant élèves, le temps de service étant pour cela d'un tiers de l'obligation de service annuelle d'un professeur des écoles à temps plein ; cette période d'alternance peut correspondre aux deuxième et troisième semestre du master, ou bien aux troisième et quatrième semestre. La rémunération de l'étudiant alternant MEEF représente environ 722 euros nets mensuels. S'il n'est pas en alternance, un étudiant de master MEEF effectue tout de même plusieurs stages en école.

#### Année de fonctionnaire stagiaire
L'année en tant que fonctionnaire stagiaire précédant la titularisation est modifiée,. La décision a toujours lieu un an après l'obtention du concours, mais la réforme place l'éventuelle titularisation à six ans après le bac au lieu de cinq. Selon leur parcours de formation et professionnel précédant, les fonctionnaires stagiaires ont un parcours différent. Ils n'ont plus un cumul de statut avec celui d'étudiant comme précédemment, et, selon les adaptations faites pour leur formation, ils ont une quotité de service ou des décharges de service différentes ; par exemple, un fonctionnaire stagiaire issu d'un parcours d'alternant MEEF exerce à temps plein mais avec des décharges de classe, tandis qu'un autre n'ayant pas fait de master MEEF ni eu d'expérience en école est à mi-temps en formation et à mi-temps en classe.

#### Formation initiale dès la licence
Il existe un parcours préparatoire au professorat des écoles (PPPE) qui concerne les trois années de licence : l'étudiant suit une licence généraliste — avec des possibilités de choix tels que mathématiques, lettres, sciences de l'éducation… selon les académies — et ce parcours spécifique,. Ce PPPE est mis en place à partir de la rentrée scolaire 2021 avec 24 (ou 25) parcours préparatoires comptant chacune des groupes de 30 à 40 étudiants ; une partie des cours est délivrée à l'université, l'autre en lycée,.
Il existe aussi un parcours de préprofessionnalisation de trois ans à partir de la deuxième année de licence, avec un contrat de préprofessionnalisation. Il cumule formation universitaire et formation pratique en école — avec un temps maximum de huit heures par semaine en école.
Si certaines licences peuvent apporter des savoirs et compétences plus en lien que d'autres avec le master MEEF, toutes sont envisageables.

### Contractuels
Il existe des recrutements de personnels contractuels au sein de l'Éducation nationale, y compris pour les personnes en situation de handicap.

## Durée de travail hebdomadaire
En 2010, la durée du travail moyenne hebdomadaire d'un professeur des écoles du secteur public est de 44 heures,, ; le temps de travail médian étant de 41 h 30. Cette durée s'élève à 52 heures, par semaine pour les enseignants débutants (considérés comme ceux ayant moins de 30 ans dans une étude de l'INSEE portant sur l'année 2009/2010). En dehors du temps d'enseignement proprement dit, le travail d'un professeur des écoles inclut également les charges administratives relatives à la classe, les heures de soutien scolaire obligatoire aux élèves en difficulté (appelées « activités pédagogiques complémentaires » - APC), les surveillances, la préparation des cours et de la classe, les corrections, les réunions avec les parents et l'équipe éducative, les conseils de cycle, conseils des maîtres et conseils d'école, les formations en dehors du temps d'enseignement (appelées « animations pédagogiques ») ainsi que le temps nécessaire à la prise en charge des élèves à besoin particulier (PAI, PAP, PPRE et PPS). Il existe aussi une différence entre enseignants de maternelle (environ 38 h 30 en moyenne) et ceux d'élémentaire (environ 43 heures en moyenne), surtout lié à davantage de temps passé sur les corrections pour l'élémentaire. Un directeur d'école travaille, lui, en moyenne 45 heures et 30 minutes.
En 2013, environ neuf professeurs des écoles sur 10 travaillent à temps plein.
En ce qui concerne les durées de travail hebdomadaire des jeunes enseignants, il y a notamment davantage de temps passé sur la documentation (2 h de plus que les plus expérimentés), les préparations (7 h de plus) et la correction (1 h de plus) ; ceci a un impact sur le temps accordé à d'autres activités dont celles avec la communauté éducative (2 h de moins que les plus expérimentés). La DEPP souligne avec ce constat un « "coût d'entrée" important dans le métier ». L'organisme le lie aussi avec la polyvalence du métier.
Toujours en 2013, il existe peu de différence de temps de travail moyen entre femmes et hommes, la DEPP notant que le temps de travail hebdomadaire supérieur de deux heures pour les hommes est liée à leur plus grande présence parmi les directeurs d'école.
La DEPP souligne en 2013 que les temps de travail hebdomadaire déclarés sont toutefois très variables selon les personnes, le décile au temps moyen déclaré le plus faible parle de 33 h, tandis que les deux déciles aux temps les plus élevés notent 56 heures de travail hebdomadaire en moyenne. C'est le temps passé hors de la présence des élèves qui varie le plus fortement.
La DEPP souligne également en 2013 que le travail enseignant a également lieu sur une partie des vacances scolaires, là encore avec des variations selon les niveaux d'enseignement, les fonctions, les personnes, et même les genres. L'âge est aussi un facteur différenciant, les jeunes enseignants travaillant davantage que les plus expérimentés.

## Carrière et rémunération

### Affectations

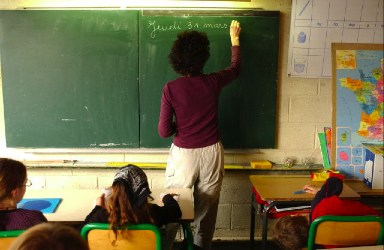
Une enseignante en classe en école élémentaire (cycle 3), en 2005.

L'encadrement des élèves dans les écoles nécessite une répartition des enseignants dans chacune d'elles sur le territoire. Ceci impose de fortes contraintes dans la gestion des affectations. Les affectations sur des postes dépendent de l'obtention du CRPE puis de campagnes de mobilité.
Lors des campagnes de mobilité (mouvements intradépartemental et interdépartemental), des priorités sont définies selon différents critères dont l'ancienneté.
Dans le contexte de fortes contraintes dans la gestion des affectations, les enseignants récemment titularisés sont souvent affectés sur des postes fractionnés (plusieurs classes, potentiellement de niveaux différents, voire plusieurs écoles, dans une même semaine) ou sur des postes de remplaçants de courte durée ; les établissements sur lesquels ces jeunes enseignants sont aussi plus souvent situés dans des zones rurales ou des zones urbaines présentant de fortes difficultés sociales. Toutefois, en moyenne, avant d'obtenir son premier poste pérenne, un enseignant attend 2,7 ans s'il est un homme — en raison d'une plus grande propension que les femmes à accepter un poste définitif en zone de remplacement —, et 3,2 ans s'il est une femme. L'ancienneté moyenne pour obtenir un premier poste définitif hors zone de remplacement est, quant à elle, de 4,6 ans pour les deux sexes ; un premier poste définitif avec cumul hors zone de remplacement et hors éducation prioritaire est de 4,7 ans pour les hommes et 5,1 ans pour les femmes. Il existe des variations de plusieurs années concernant le temps passé sur un poste provisoire selon les départements.
En 2019, en estimant les postes au bout de sept ans d'ancienneté, les professeurs des écoles sont sur poste définitif pour 84 % d'entre eux, et poste définitif en école pour 73 % de l'ensemble. Les titulaires de bac + 5 dans le secteur de l'emploi privé en général (sans compter ceux issus d'écoles d'ingénieurs ou d'écoles de commerce) sont, sept ans après leur diplôme (dans le cas d'un cursus initial), 65 % à être en contrat à durée indéterminée (CDI).

### Évolutions de carrière
Le métier de professeurs des écoles est un métier qui ouvre diverses possibilités d'évolution de carrière, en effet un enseignant peut avoir envie d'enseigner dans d'autres niveaux scolaires (collèges, lycées) ou bien changer de métier tout en restant dans le domaine de l'éducation (psychologue scolaire, éducateur spécialisé, maître formateur, inspecteur de l’Éducation Nationale, enseignant spécialisé).

### Revenus
Le revenu principal d'un professeur des écoles augmente selon son ancienneté et les échelons gravis au sein de son grade ; il existe trois grades — dans l'ordre de déroulement d'une carrière enseignante : classe normale, hors-classe, classe exceptionnelle —, divisés en échelons. Il est nommé « traitement indiciaire » ou « traitement de base ». En 2022, dans les départements d'Outre-mer, il y a une majoration du traitement brut qui varie selon le lieu d'affectation entre 40 et 53 % ; la majoration est de 40 à 108 % selon le lieu d'affectation dans les collectivités d'Outre-mer.
Il existe des rémunérations accessoires — primes ou indemnités — selon certaines caractéristiques et situations : par exemple, lors de l'entrée dans le métier, ou selon l'affectation en réseau d'éducation prioritaire REP ou REP+, ou selon le type de poste — directeur d'école, professeur spécialisé, professeur maître formateur, conseiller pédagogique.
Tableau de rémunération du professeur des écoles
Données au 1er janvier 2020 (lien vers les données actuelles: )
| Situation                  | Salaire mensuel brut | Indemnités (montants bruts) |
| -------------------------- | -------------------- | --- |
| Année de stage (Un an) (1) | 1 828 €              | Prime d'entrée dans les métiers d'enseignement, d'éducation et d'orientation versée en deux fois à la première titularisation : 1500 € (brut) Indemnité annuelle de suivi d'accompagnement des élèves (versée en deux fois) : 1200 € (brut) Indemnités mensuelles : - directeur d'école (part fixe) : de 107,97 € à 242,93 € - directeur d'école (part modulable) : de 25 € à 168,75 € - indemnité professeurs spécialisés : 69,51 € - indemnité ECLAIR part fixe : 96,33 € |
| Année de titularisation    | 2 067 €              | Prime d'entrée dans les métiers d'enseignement, d'éducation et d'orientation versée en deux fois à la première titularisation : 1500 € (brut) Indemnité annuelle de suivi d'accompagnement des élèves (versée en deux fois) : 1200 € (brut) Indemnités mensuelles : - directeur d'école (part fixe) : de 107,97 € à 242,93 € - directeur d'école (part modulable) : de 25 € à 168,75 € - indemnité professeurs spécialisés : 69,51 € - indemnité ECLAIR part fixe : 96,33 € |
| Après 10 ans de carrière   | 2 306 €              | Prime d'entrée dans les métiers d'enseignement, d'éducation et d'orientation versée en deux fois à la première titularisation : 1500 € (brut) Indemnité annuelle de suivi d'accompagnement des élèves (versée en deux fois) : 1200 € (brut) Indemnités mensuelles : - directeur d'école (part fixe) : de 107,97 € à 242,93 € - directeur d'école (part modulable) : de 25 € à 168,75 € - indemnité professeurs spécialisés : 69,51 € - indemnité ECLAIR part fixe : 96,33 € |
| Après 20 ans de carrière   | 2 924 €              | Prime d'entrée dans les métiers d'enseignement, d'éducation et d'orientation versée en deux fois à la première titularisation : 1500 € (brut) Indemnité annuelle de suivi d'accompagnement des élèves (versée en deux fois) : 1200 € (brut) Indemnités mensuelles : - directeur d'école (part fixe) : de 107,97 € à 242,93 € - directeur d'école (part modulable) : de 25 € à 168,75 € - indemnité professeurs spécialisés : 69,51 € - indemnité ECLAIR part fixe : 96,33 € |
| Après 30 ans de carrière   | 3 889 €              | Prime d'entrée dans les métiers d'enseignement, d'éducation et d'orientation versée en deux fois à la première titularisation : 1500 € (brut) Indemnité annuelle de suivi d'accompagnement des élèves (versée en deux fois) : 1200 € (brut) Indemnités mensuelles : - directeur d'école (part fixe) : de 107,97 € à 242,93 € - directeur d'école (part modulable) : de 25 € à 168,75 € - indemnité professeurs spécialisés : 69,51 € - indemnité ECLAIR part fixe : 96,33 € |

(1) La réforme de la formation initiale des personnels enseignants a conduit à rétablir une année de stage qui allie formation au sein des ESPÉ (devenues Inspé en 2019) et mise en situation professionnelle sur un demi temps d'enseignement devant des élèves dans le cadre de la validation de leur master 2. Cette année de stage donne lieu à une rémunération équivalent à un temps complet. Cette organisation change à partir de 2022.

### Conditions de travail
En ce qui concerne certains facteurs de risques psychosociaux (RPS), une comparaison entre enseignants et certains cadres des secteurs privé et public révèle qu'en 2013, les premiers y sont plus exposés que les seconds. Les facteurs les plus mis en avant dans cette comparaison sont pour les enseignants l'intensité du métier, les exigences émotionnelles et un manque de soutien de la hiérarchie et entre collègues.
Différentes sources permettent d'avoir des informations concernant le bien-être des personnels de l'éducation nationale : ce sont, par exemple, l'enquête Talis et les enquêtes effectuées auprès des personnels concernant le climat scolaire.
En juin 2021, le ministère de l'Éducation nationale a mis en place un Observatoire des rémunérations et du bien-être des personnels de l’éducation nationale, de la jeunesse et des sports,. En octobre 2021, en vue de mettre en place un « baromètre du bien-être des personnels de l’Éducation nationale » — dont les professeurs des écoles —, il s'appuie notamment sur une collaboration scientifique avec la Direction de l'évaluation, de la prospective et de la performance (DEPP), le Conseil scientifique de l'éducation nationale (CSEN) et le Centre pour la recherche économique et ses applications (CEPREMAP).

## Organisation au sein de l'école

### Généralités
En fonctionnement normal, chaque professeur des écoles est dit « adjoint » au sein de l'école, à l'exception du professeur ayant accepté la charge de direction (appelé directeur de l'école). Ce dernier n'a théoriquement aucune relation hiérarchique avec les autres professeurs, mais assure notamment la responsabilité administrative (inscription, radiation des élèves, etc.) et gère le fonctionnement de l'école au côté des autres enseignants et des personnels qui peuvent éventuellement être présents comme les agents territoriaux spécialisés des écoles maternelles (ATSEM) ou le personnel d’entretien.

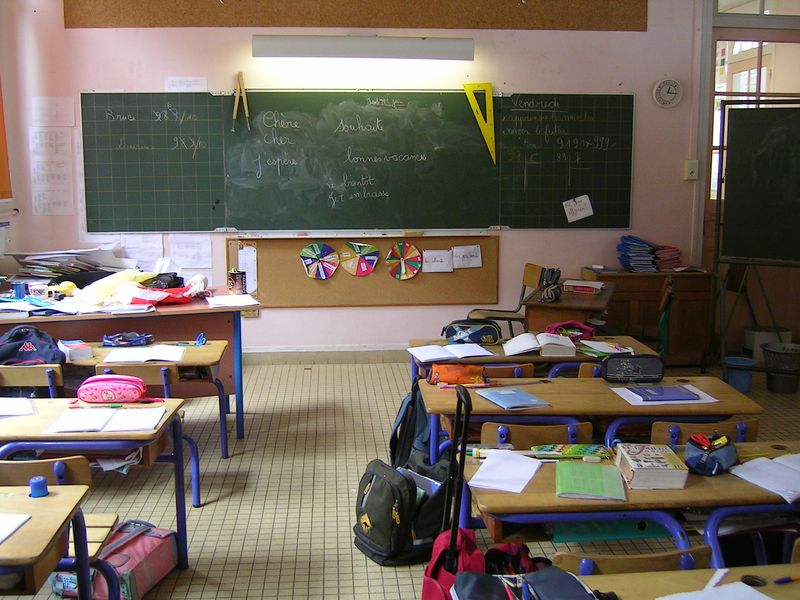
Une salle de classe dans une école élémentaire en France, en 2007.

Les professeurs assument l'intégralité de l'enseignement (français, mathématiques, éducation physique et sportive (EPS), histoire et géographie, sciences expérimentales, langue vivante, musique, arts plastiques, activités manuelles, enseignement moral et civique (EMC)) soit 24 heures d'enseignement par semaine en classe entière, auxquelles s’ajoutent le temps de préparation et de correction et les 108 heures annuelles de service qui se répartissent conformément à l'article 2 du décret no 2008-775 du 30 juillet 2008, de la manière suivante :
- trente-six heures consacrées aux activités pédagogiques complémentaires organisées par groupes restreints d'élèves dans le but d'aider les élèves ayant des difficultés d'apprentissage. Ces activités sont organisées sur le temps scolaire ;
- vingt-quatre heures consacrées à l'identification des besoins des élèves et à l'organisation des activités pédagogiques complémentaires (APC) ;
- vingt-quatre heures consacrées à des travaux en équipes pédagogiques et aux relations avec les parents notamment ;
- dix-huit heures consacrées à la participation aux animations pédagogiques ;
- six heures consacrées à la participation aux conseils d'école obligatoires.

En dehors de l'éducation prioritaire, le temps de travail minimal de présence obligatoire à horaire imposé, hors surveillances, est de 27 h par semaine (24 h d'enseignement devant l'ensemble des élèves en classe, 2 h d'aide personnalisée, 1 h de réunion et formation), auxquelles il faut ajouter :
- la préparation quotidienne des séances ainsi que les supports utilisés (cahiers, fiches, matériel pédagogique, etc.) ;
- la correction quotidienne des travaux des élèves (cahiers d’exercices, etc.) ;
- la participation aux concertations de l'école, par cycles pédagogiques ;
- le suivi ou la constitution de dossiers des élèves à besoins éducatifs particuliers, en très grande difficulté ou handicapés — dans certaines situations avec des dossiers et réunions relatifs à l'orientation scolaire ;
- le temps de formation et de mise à jour des connaissances théoriques et institutionnelles (programmes d'enseignement, notamment) ;
- la programmation et la progression des enseignements ;
- l'organisation des sorties scolaires ;
- la participation à ces sorties scolaires (à l'exception du temps comptabilisé dans la journée de classe).

Chaque enseignant décide (ou non) d'organiser des sorties sur son temps libre.

### Point de vue de la Cour des comptes en 2013
Dans son rapport de mai 2013 « gérer les enseignants autrement », la Cour des comptes reconnaît le caractère global des missions des enseignants, qui va bien au-delà des heures de cours, et regrette que le ministère de l’Éducation nationale n’en ait pas tiré les conclusions sur la définition de leur temps de service.
La Cour relève que ce temps de service ignore également le rythme variable des besoins durant l’année scolaire. Les heures de cours entrent dans un cadre hebdomadaire fixe, sans que cela corresponde nécessairement aux besoins des élèves, et alors que cela rend les remplacements plus coûteux et plus complexes à assurer.

## Gestion de la mobilité géographique
Le professeur des écoles est recruté au sein d'une académie et non au niveau national global comme les enseignants du second degré. Au sein de l'académie, le professeur des écoles est affecté définitivement dans un département dès qu'il obtient le CRPE. Il existe pour les titulaires des possibilités de mobilité géographique par le biais d'un « mouvement interdépartemental » et d'un « mouvement intradépartemental ». Les règles de ces mouvements varient selon les départements. Les enseignants qui participent à ces campagnes de mobilité formulent des vœux, selon des listes et des modalités spécifiques, correspondant à des types de postes et des lieux ; si l'enseignant obtient l'un de ses vœux, il a une affectation à titre définitif, sinon, il a une affectation à titre provisoire.
La mobilité des enseignants du premier degré (instituteurs et professeurs des écoles) est gérée au niveau intradépartemental par les DSDEN, sous l'autorité des DASEN. Les changements de département sont gérés par un système d'« inéat » et d'« exeat ». Ce système d'inéat et d'exéat fonctionne à la façon (c'est-à-dire sur le principe) du système d'inéat et d'exéat des prêtres, bien qu'à une échelle départementale plutôt que diocésaine,. Le mot exéat vient du latin exéat et de exire (sortir).
Le premier janvier 1968, à l'occasion de la simplification du département de la Seine en plusieurs départements, le problème se pose de manière singulière pour ce département.
En 1986, le problème se pose pour les instituteurs ou des P.E.G.C. qui souhaitent un retour au pays natal, rendu difficile par le déséquilibre entre les régions du Sud de la France, excédentaires en instituteurs, et les régions déficitaires du nord et de l'est de la France, ce qui fait apparaître les besoins de rendre le système à la fois plus simple et plus facile à comprendre par les intéressés.
En 2016-2016, la mobilité des professeurs des écoles concerne 8,4 % d'entre eux ; le taux de mobilité des agents de la fonction publique d’État (à laquelle appartiennent ces enseignants) est quant à lui de 9,5 %. Le taux de mobilité des professeurs des écoles est de 8,5 % en 2018-2019.
En 2018-2019, « environ un poste sur quatre a connu un mouvement ». En 2019, la campagne de mobilité (comprenant les deux mouvements) aboutit à un poste d'enseignement non spécialisé en école du premier degré — définitif ou provisoire — pour 59 % des enseignants ; les titulaires de secteur ou remplaçants sont 12,7 % ; les directeurs d'école 12,2 % ; les autres postes concernent des pourcentages plus faibles pour chaque type d'entre eux.

## Sociologie et démographie
En 2020, les professeurs des écoles comptent davantage de membres issus de milieux populaires que par le passé. 84 % des professeurs des écoles sont des femmes, et les femmes sont 87 % des effectifs des professeurs des écoles ayant moins de cinq ans d'ancienneté. En maternelle, il y a cinq fois plus de femmes que d'hommes. Durant les quinze premières années de carrière, les femmes sont environ deux fois plus présentes que les hommes sur les postes fractionnés (plusieurs classes). Les hommes sont très présents dès le début de leur carrière professorale sur les postes de remplaçant, de direction d'école et d'enseignant en école élémentaire en éducation prioritaire.
En 2021, le CRPE de l'enseignement public en 2021 compte 9 688 candidats admis,. Parmi ces résultats, le concours externe comporte, pour sa part, 8 694 postes offerts, 26 657 candidats présents aux épreuves écrites, 14 016 candidats admissibles et, enfin, 8 294 candidats admis,. Le concours externe supplémentaire de recrutement de professeurs des écoles pour l'académie de Créteil comportait 300 postes offerts.

## Observations

### Comparaisons par rapport à d'autres pays
La France se distingue des 29 autres pays de l'OCDE et de ceux de l'Union européenne par des salaires d'enseignants clairement plus bas que la moyenne en début et en milieu de carrière,. De plus, depuis 1980, les salaires des fonctionnaires, dont les professeurs, ne suivent plus l'inflation et leur pouvoir d'achat a donc baissé de 20 % sur la période 1980-2004. Cette baisse s'aggrave depuis 2010 à cause du gel du point d'indice salarial des fonctionnaires alors que le niveau d'études demandé est, lui, de plus en plus important,, — le point d'indice a connu depuis une période de dégel en 2016 et 2017, puis a été gelé à nouveau. Les professeurs des écoles sont donc recrutés au niveau Master (Bac+5) après un concours sélectif et une année de stage à un niveau de rémunération correspondant au SMIC + 18 % pour une moyenne de 52 heures de travail par semaine.
L'organisation du recrutement et des rémunérations initiales change en 2022.

### Crise du recrutement
Entre le début des années 2000 et 2021, le nombre de candidats aux concours de recrutement de professeur a été divisé par deux, selon le journal Le Figaro, avec une baisse plus forte sur les dix dernières années. En parallèle, il y a une augmentation du nombre d'enseignants contractuels et le moindre nombre de candidats fait qu'il y a une baisse de niveau des admis au concours.
L'étude « La perte d'attractivité du professorat des écoles dans les années 2000 » indique que les problèmes de recrutement de professeurs des écoles peuvent mener à une qualité moindre dans les enseignements. Elle indique également que des difficultés émergent notamment lorsque le niveau de diplôme exigé pour le recrutement augmente. Les auteurs de cette étude notent également « la perte de centralité des professions enseignantes dans les choix d’activité des femmes diplômées », en lien avec les mutations de la société et du travail des femmes en général, mais aussi une dégradation des conditions de travail dans le métier, pour des rémunérations peu augmentées au fil des ans. Les mêmes auteurs soulignent le fait qu'un nombre plus important qu'auparavant de candidats en reconversion professionnelle a permis de compenser le moindre nombre d'étudiants en formation initiale se présentant aux concours de recrutement.

### Sortie du métier
Le Bilan social 2017-2018 publié par le ministère de l’Éducation nationale et de la jeunesse permet d'obtenir les premières statistiques relatives aux personnes ayant démissionné de la profession. Le taux de démission des professeurs des écoles est faible, mais semble en croissance dans les années 2010, notamment en ce qui concerne les professeurs des écoles stagiaires.